# Thietmar de Misnie
Thietmar, né vers 925 et mort le 3 août 979, est un comte en Saxe qui fut margrave de Misnie et de Mersebourg régnant de 976 jusqu'à sa mort.

## Biographie
Thietmar est le fils aîné du comte saxon Christian († vers 950) et de son épouse Hidda († 969 ou 970), sœur du margrave Gero. Ses frères sont l'archevêque Géron de Cologne et peut-être Odo Ier, le premier seigneur de la marche de l'Est saxonne. L'Annalista Saxo note que déjà en 945, le roi Otton Ier chargea son père des fonctions d'un margrave dans le Gau Serimunt, au sein des terres des Slaves (« Wendes ») au confluent des rivières Elbe et Saale.
À la mort de Christian, Thietmar hérita ses propriétés. Dans un acte de 951, il est également mentionné comme un comte dans le Gau Serimunt, à la suite de son père. Après la mort de son oncle maternel Gero en 965, il hérite de ses vastes domaines dans le duché de Saxe (Ostphalie).
Le 29 aout 970, Thietmar et son frère Geron de Cologne fondent l'abbaye de Thankmarsfelde, qui devient entre  971 et 975 un monastère royal. À la demande de leur mère Hidda, le couvent est transféré à Nienburg, le « nouveau château » de sa famille sur les rives de la Saale, en 975. Pendant les années qui suivent, Thietmar et Geron y font d'importantes donations de domaines.
En 976, le margrave Gunther de Mersebourg, ayant participé au soulèvement du duc Henri II de Bavière, a été révoqué par l'empereur Otton II et Thietmar, un proche du souverain, reçoit sa marche en fief. En tant que margrave souverain, il était entré maintes fois en conflit avec les évêques de Mersebourg. Plus tard, la marche de Misnie lui fut également concédé, en tant que successeur du défunt premier margrave Wigbert.
Thiemar meurt trois ans plus tard et il est inhumé dans sa fondation à Nienburg. Il a comme successeur le margrave Rikdag de Misnie.

## Mariage et descendance
Thietmar avait épousé Suanichilde (ou Suanhild, morte en 1014), une fille du Margrave Hermann Billung, duc de Saxe. Il a un fils Gero II († 1015), qui en 993 devient margrave de la Marche de l'Est saxonne.
Après la mort de Thiermar, sa veuve Schwanehilde se remarie avec le successeur de Rikdag, le margarve Ekkehard Ier.

## Sources
- (en) Cet article est partiellement ou en totalité issu de l’article de Wikipédia en anglais intitulé « Thietmar, Margrave of Meissen » (voir la liste des auteurs), édition du 1er juin 2014.
- (en) John W. Bernhardt, Itinerant Kingship and Royal Monasteries in Early Medieval Germany, c. 936–1075, Cambridge, Cambridge University Press, 1993.
- (en) Nobility of Meissen sur le site Medieval Lands.